# گانتس ۱۱۵۸۸۵
سیارک ۱۱۵۸۸۵ (به انگلیسی: 115885 Ganz، نامگذاری:2003VL1) صد و پانزده هزار و هشتصد و هشتاد و پنجمین سیارک کشف شده‌است که در ۶ نوامبر ۲۰۰۳ کشف شد.